# Ilan Ronen
Ilan Ronen (en hébreu, אילן רונן) est un directeur de théâtre austro-israélien né en 1948 et l’actuel[Quand ?] directeur artistique du théâtre Habima.

## Biographie
Ilan Ronen naît dans le kibboutz Ein Gev. Diplômé de l'école des arts de la scène Beit Zvi en 1972, il commence une longue et fructueuse carrière comme metteur en scène de théâtre.
À seulement 27 ans, il est nommé directeur artistique du Khan Theatre de Jérusalem, poste qu’il occupe jusqu’en 1982. Parmi les pièces qui ont été créées dans ce théâtre, on trouve La Guerre des Juifs de Joshua Sobol, Catch 22 d’après le roman de Joseph Heller et L'Idiot d’après celui de Dostoïevski .
En 1983-1984, il dirige au Haifa Theatre Bent de Martin Sherman et En attendant Godot de Samuel Beckett, qui sont accueillis avec des éloges. La même année, il est nommé directeur artistique du Cameri Theatre, où il forme une nouvelle génération de dramaturges tels que Shmuel Hasfari et Motti Lerner.
En 1992, il arrête la direction artistique, mais continue la direction d’acteurs au Cameri, entre autres dans des pièces de Hanoch Levin. Au théâtre Habima, il dirige entre autres Closer de Patrick Marber. En 1990, il a dirigé Le Bourgeois gentilhomme de Molière au Théâtre Maly de Moscou.
En 1996, il crée The Young Company, dont les spectacles ont remporté de nombreux prix et une reconnaissance internationale.
Depuis 2011, il est président de l’Union des Théâtres de l’Europe.
Sa femme est l'actrice Rachel Hafler. Sa fille, Yaeli Ronen, est elle-même une dramaturge reconnue et a sa troupe au théâtre Habima après avoir été au Cameri. Son gendre est l’acteur Yousef Sweid. Son fils Michael Ronen est également créateur de théâtre à Berlin après avoir travaillé à Londres.
Le père d’Ilan Ronen, né Fröhlich (« joyeux » en allemand, traduit par Ronen en hébreu), était un athlète du Hakoah Wien parti en Palestine mandataire en 1936. Le Hakoah Wien (de l’hébreu הכוח (ha-kōaḥ), « la force ») était un célèbre club de football juif viennois dont sont sortis plusieurs des fondateurs d’Israël. Cette histoire familiale, mise en parallèle avec l’histoire contemporaine, a inspiré à Yaeli Ronen sa pièce homonyme, créée en 2012 à Graz. Yaeli, Michael et Ilan Ronen ont des passeports autrichiens,.

## Théâtre (partiel)
Mise en scène
- 2012 : Le Marchand de Venise de William Shakespeare, Habima, Tel Aviv[4]
- 2010 : A Railway to Damascus (en hébreu : מסילה לדמשק (m(e)silah le-dameśeq) ; en français : Une voie ferrée vers Damas) de Hillel Mittelpunkt, Habima, Tel Aviv[5],[6]
- 2002 : La source des agneaux (en hébreu, מעיין הכבשים), d’après Fuenteovejuna de Lope de Vega, Cameri Theatre, Tel Aviv, coproduit avec le Haifa Theatre[7]